# Рустегини Греги (Пјаченца)
Рустегини Греги је насеље у Италији у округу Пјаченца, региону Емилија-Ромања.
Према процени из 2011. у насељу је живело 62 становника. Насеље се налази на надморској висини од 769 м.